# 張景光
張景光（1884年？月？日—1969年？月？日），字溫卿，江蘇省灌雲縣板浦人，宣統二年工科進士，曾留學日本東京帝國大學礦冶專業。

## 生平
宣統二年(1910年)九月二日，內閣奉上諭：張景光著賞給工科進士。
宣統三年(1911年)，因丁憂未與廷試。
民國1年（1912年）9月5日，任工商部技正。
民國1年（1912年）9月21日，派充工商部總務廳礦務司技正。
民國3年（1914年）2月9日，派農商部籌備賽會事務委員會委員。
民國6年（1917年）8月18日，派農商部經濟調查會第四股會員。
民國6年（1917年）9月8日，任福建實業廳廳長。
民國10年（1921年）5月25日，另有任務，免福建實業廳廳長。
民國12年（1923年）2月28日，派修訂農商法規委員會委員。
歷任南京政府農商部採礦科科長，本溪、棗莊、井陘等礦務局總工程師，奉天省本溪和煤礦公司礦業部部長、第一區礦物監督署科長、上海中興煤礦公司協理
抗日戰爭期間，拒不應聘擔任偽職。1945年抗戰勝利後，曾做過日文翻譯工作。
1949年後，在燃料工業部安全監察司內任職，1959年退休，1969年逝世，享年85歲。